# Juvelize
Juvelize est une commune française située dans le département de la Moselle en région Grand Est.

## Géographie
Juvelize se situe dans le parc naturel régional de Lorraine, à 250 mètres d'altitude au sommet d'une colline. Il n'a rien d'un village lorrain tout en longueur, mais se regroupe autour de son église du XVIIIe siècle. Il est au centre d'une région touristique qui compte de nombreux attraits et domine la vallée de la Seille et du Nard. Les vues sur les Vosges, sur la chapelle de Marimont (Bourdonnay), sur Marimont les Benestroff, sur la Côte Saint-Jean, sur Moncourt sont réputées. Le village est situé sur le versant sud et est, de ce fait, très ensoleillé et protégé, en partie, des vents du nord-est.

### Communes limitrophes
| Marsal | Blanche-Église | Guéblange-lès-Dieuze |
|        | Juvelize       |                      |
| Lezey  | Ley            | Donnelay             |

### Hydrographie
La commune est située dans le bassin versant du Rhin au sein du bassin Rhin-Meuse. Elle est drainée par le canal de flottage des Salines, le ruisseau de Nevoine, le ruisseau de Valchematte et le ruisseau du Grand Breuil.
Le canal de flottage des Salines, d'une longueur totale de 15,8 km, prend sa source dans la commune de Bourdonnay et se jette  dans la Seille en limite de Marsal et de Moyenvic, après avoir traversé huit communes.

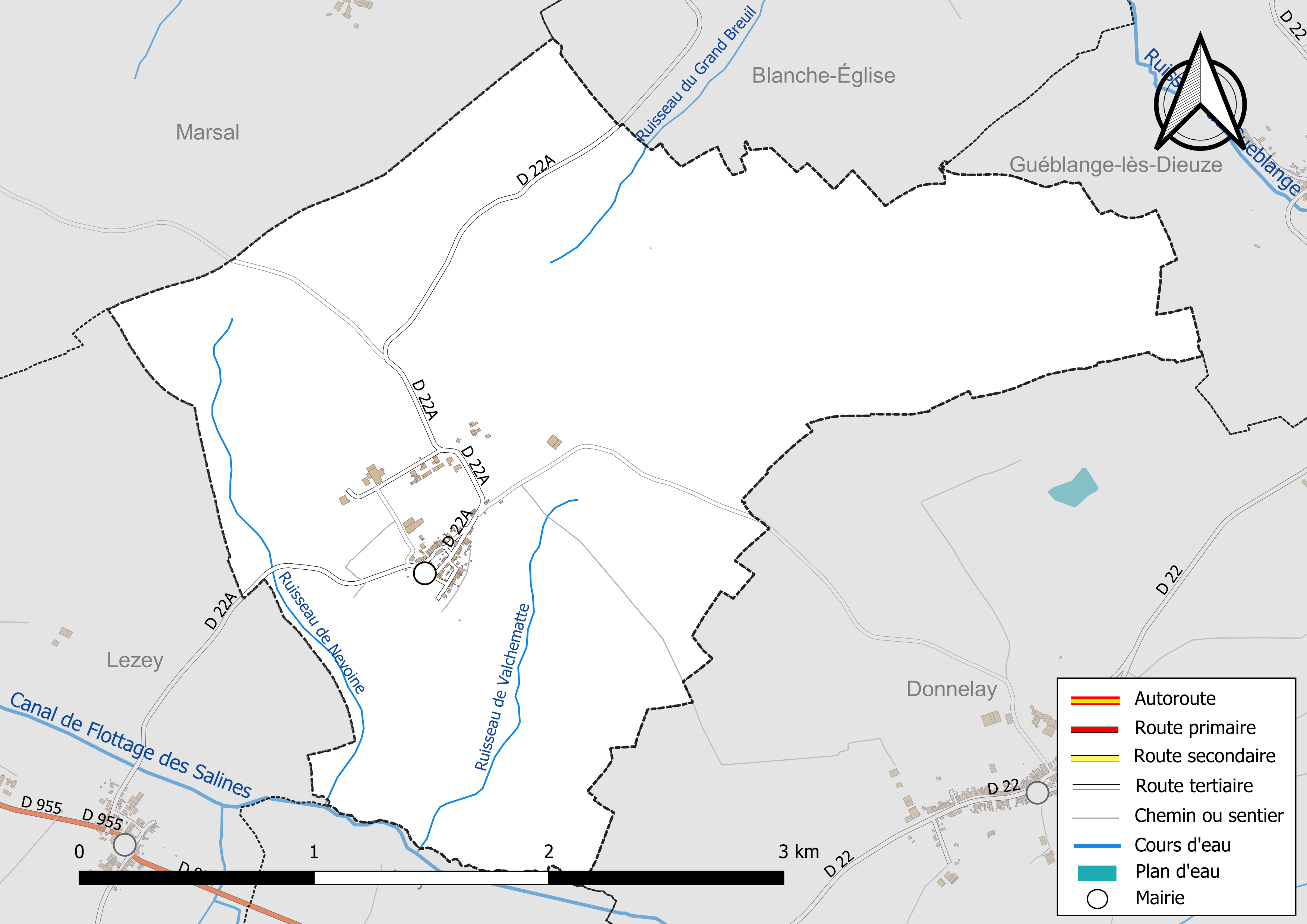
Réseaux hydrographique et routier de Juvelize.

La qualité des eaux des principaux cours d’eau de la commune, notamment du canal de Flottage des Salines, peut être consultée sur un site spécial géré par les agences de l’eau et l’Agence française pour la biodiversité.

### Climat
Pour des articles plus généraux, voir Climat du Grand Est et Climat de la Moselle.
En 2010, le climat de la commune est de type climat des marges montargnardes, selon une étude du Centre national de la recherche scientifique s'appuyant sur une série de données couvrant la période 1971-2000. En 2020, Météo-France publie une typologie des climats de la France métropolitaine dans laquelle la commune est exposée à un climat semi-continental et est dans la région climatique  Lorraine, plateau de Langres, Morvan, caractérisée par un hiver rude (1,5 °C), des vents modérés et des brouillards fréquents en automne et hiver. 
Pour la période 1971-2000, la température annuelle moyenne est de 9,9 °C, avec une amplitude thermique annuelle de 17,3 °C. Le cumul annuel moyen de précipitations est de 877 mm, avec 12,1 jours de précipitations en janvier et 9,2 jours en juillet. Pour la période 1991-2020, la température moyenne annuelle observée sur la station météorologique de Météo-France la plus proche, « Rodalbe », sur la commune de Rodalbe à 17 km à vol d'oiseau, est de 10,6 °C et le cumul annuel moyen de précipitations est de 737,2 mm. 
La température maximale relevée sur cette station est de 38,7 °C, atteinte le 24 juillet 2019 ; la température minimale est de −18,1 °C, atteinte le 26 décembre 2010,,. 
Les paramètres climatiques de la commune ont été estimés pour le milieu du siècle (2041-2070) selon différents scénarios d'émission de gaz à effet de serre à partir des nouvelles projections climatiques de référence DRIAS-2020. Ils sont consultables sur un site spécial publié par Météo-France en novembre 2022.

## Urbanisme

### Typologie
Au 1er janvier 2024, Juvelize est catégorisée commune rurale à habitat dispersé, selon la nouvelle grille communale de densité à sept niveaux définie par l'Insee en 2022.
Elle est située hors unité urbaine. Par ailleurs la commune fait partie de l'aire d'attraction de Dieuze, dont elle est une commune de la couronne,. Cette aire, qui regroupe 31 communes, est catégorisée dans les aires de moins de 50 000 habitants,.

### Occupation des sols
L'occupation des sols de la commune, telle qu'elle ressort de la base de données européenne d’occupation biophysique des sols Corine Land Cover (CLC), est marquée par l'importance des territoires agricoles (94,2 % en 2018), une proportion identique à celle de 1990 (94,2 %). La répartition détaillée en 2018 est la suivante : 
terres arables (59,6 %), prairies (27,5 %), zones agricoles hétérogènes (7,1 %), forêts (5,8 %). L'évolution de l’occupation des sols de la commune et de ses infrastructures peut être observée sur les différentes représentations cartographiques du territoire : la carte de Cassini (XVIIIe siècle), la carte d'état-major (1820-1866) et les cartes ou photos aériennes de l'IGN pour la période actuelle (1950 à aujourd'hui).

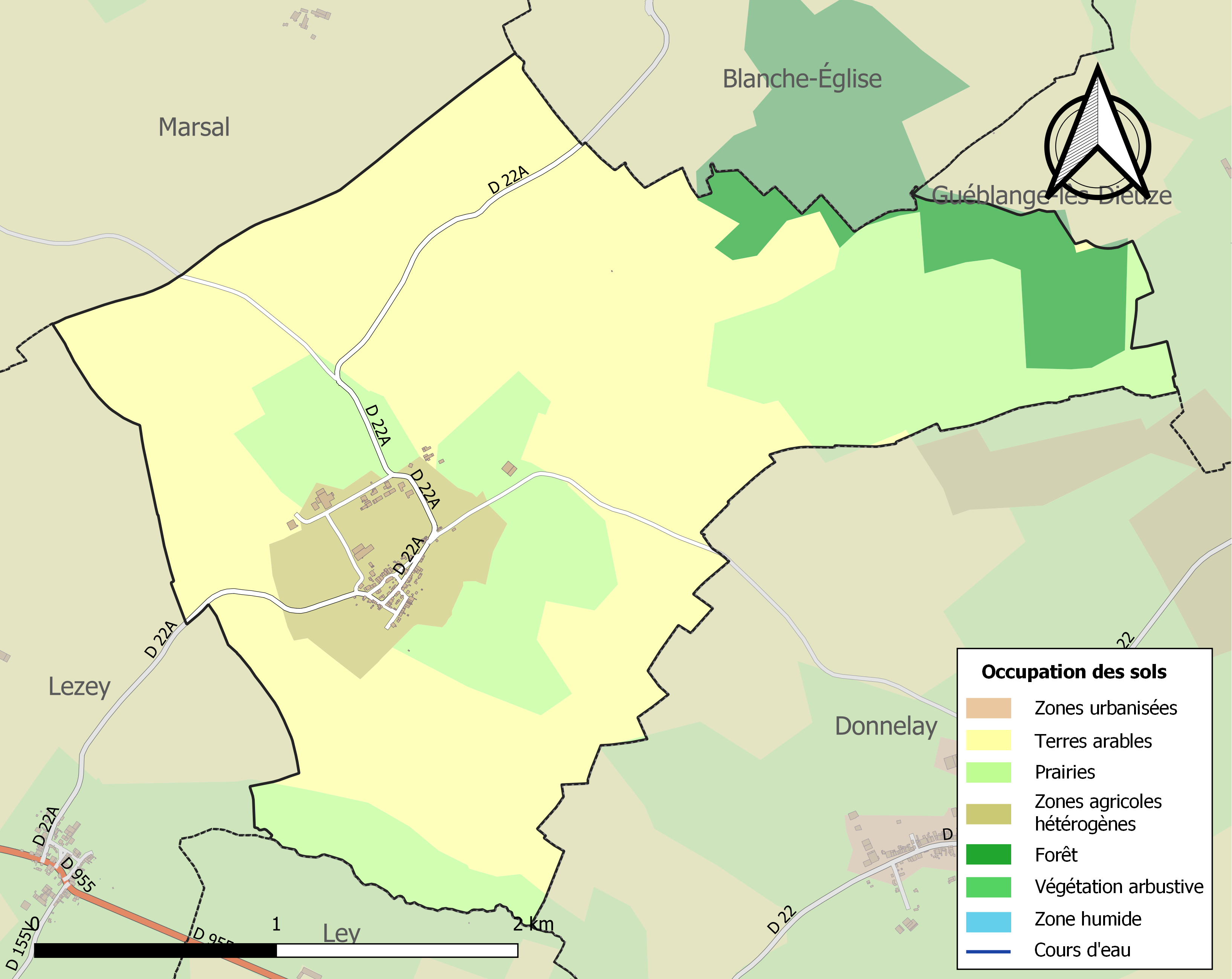
Carte des infrastructures et de l'occupation des sols de la commune en 2018 (CLC).

## Toponymie
- La toponymie du village provient sans doute d'un nom de personne germanique. On retrouve la dénomination Giverlisa en 1160 et Girlize en 1273[15].
- Giverlise (1160), Givlize (1273), Jevelise (1524), Gevelise (1553), Gevelize alias Gerskrich (1594)[16], Gerskirch (1594)[17], Geverlize (1616), Jevelise (1793), Geistkirch (1915–1918), Geistkirchen (1940-1944).

## Histoire
Village du Saulnois dans la châtellenie de Marsal, Juvelize est réuni à la France en 1661.
Durant la Première Guerre mondiale, le 14 août 1914, le 58e régiment d'infanterie s'installe dans la commune.
Du fait de sa localisation avantageuse, Juvelize a été recherché pour sa position stratégique. Des vestiges gallo-romains et des casemates du début du XXe siècle attestent de cet intérêt militaire ; en septembre 1944, une bataille de chars s'y déroula.

## Politique et administration
| Période                                  | Période      | Identité         | Étiquette | Qualité |
| ---------------------------------------- | ------------ | ---------------- | --------- | ------- |
| mars 1989                                | mars 2001    | Claude Desalme   |           |         |
| mars 2001                                | janvier 2014 | Alain Greff(dcd) |           |         |
| mars 2014                                | En cours     | Sylvain Ciminera |           |         |
| Les données manquantes sont à compléter. |              |                  |           |         |

## Démographie
L'évolution du nombre d'habitants est connue à travers les recensements de la population effectués dans la commune depuis 1793. Pour les communes de moins de 10 000 habitants, une enquête de recensement portant sur toute la population est réalisée tous les cinq ans, les populations de référence des années intermédiaires étant quant à elles estimées par interpolation ou extrapolation. Pour la commune, le premier recensement exhaustif entrant dans le cadre du nouveau dispositif a été réalisé en 2005.

En 2022, la commune comptait 72 habitants, en stagnation par rapport à 2016 (Moselle : +0,52 %, France hors Mayotte : +2,11 %).
| 1793 | 1800 | 1806 | 1821 | 1831 | 1836 | 1841 | 1846 | 1851 |
| ---- | ---- | ---- | ---- | ---- | ---- | ---- | ---- | ---- |
| 322  | 331  | 357  | 438  | 445  | 364  | 406  | 421  | 442  |

| 1856 | 1861 | 1871 | 1875 | 1880 | 1885 | 1890 | 1895 | 1900 |
| ---- | ---- | ---- | ---- | ---- | ---- | ---- | ---- | ---- |
| 423  | 394  | 358  | 333  | 314  | 308  | 304  | 302  | 280  |

| 1905 | 1910 | 1921 | 1926 | 1931 | 1936 | 1946 | 1954 | 1962 |
| ---- | ---- | ---- | ---- | ---- | ---- | ---- | ---- | ---- |
| 269  | 267  | 242  | 241  | 208  | 200  | 110  | 145  | 135  |

| 1968 | 1975 | 1982 | 1990 | 1999 | 2005 | 2006 | 2010 | 2015 |
| ---- | ---- | ---- | ---- | ---- | ---- | ---- | ---- | ---- |
| 114  | 118  | 110  | 107  | 95   | 95   | 94   | 87   | 74   |

| 2020 | 2022 | - | - | - | - | - | - | - |
| ---- | ---- | - | - | - | - | - | - | - |
| 72   | 72   | - | - | - | - | - | - | - |

## Culture locale et patrimoine

### Lieux et monuments
- Vestiges gallo-romains : monnaies.

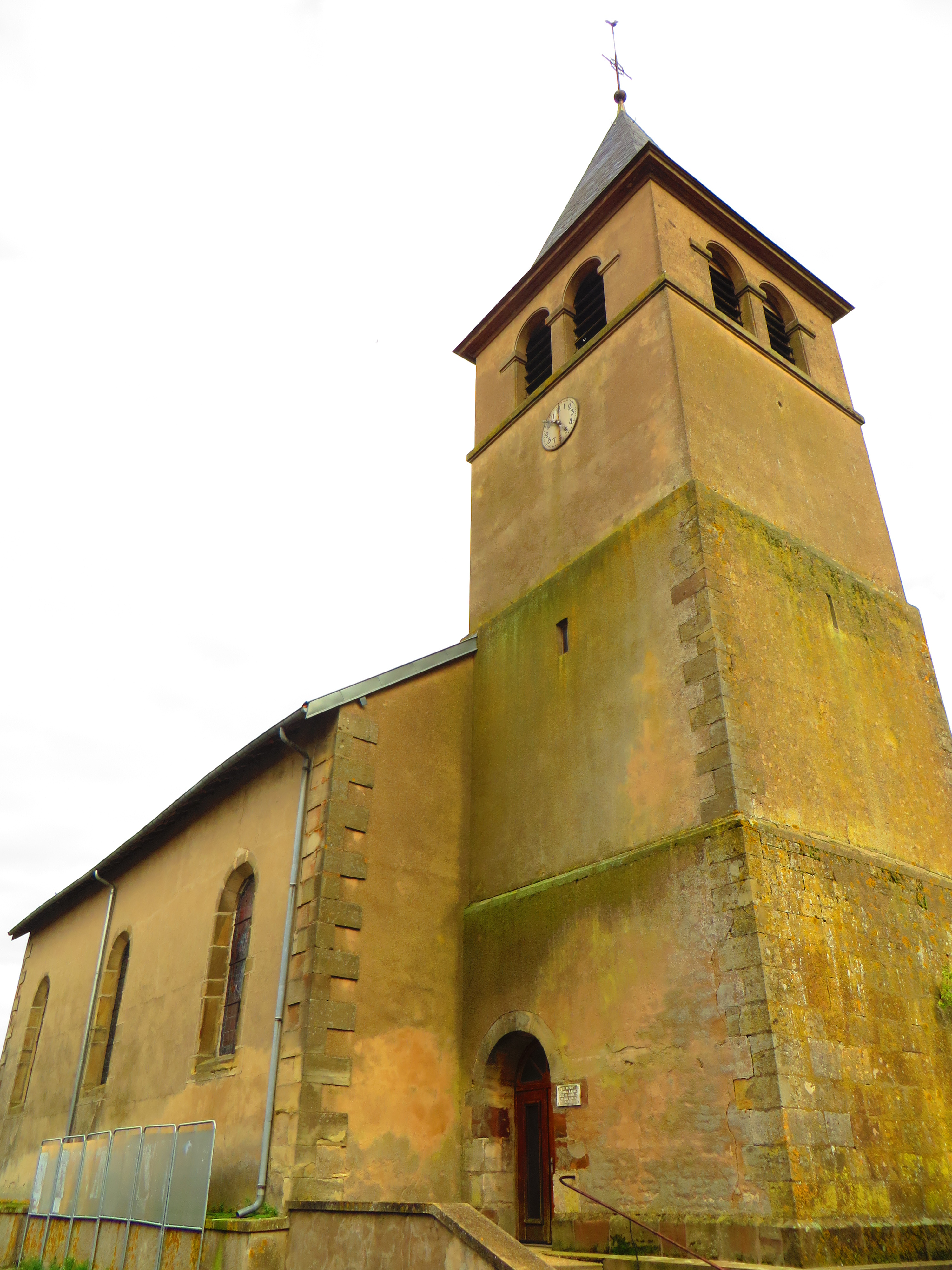
Église Saint-Germain

- Église Saint-Germain XVIIIe siècle : clocher massif jadis fortifié.

## Personnalités liées à la commune
- Germain Bonneval (1738-1815), homme politique français, député de la Meurthe à la Convention nationale, né dans la commune.

### Juvelize dans les arts
Juvelize (orthographié Juvelise dans l'édition originale de La Diane Française) est citée dans le poème d’Aragon, Le Conscrit des cent villages, écrit comme acte de Résistance intellectuelle de manière clandestine au printemps 1943, pendant la Seconde Guerre mondiale.

### Héraldique
| Blason de Juvelize | Blason  | D'azur à la crosse contournée d'or posée en pal, à l'église d'argent brochante. |
| Blason de Juvelize | Détails |                                                                                 |